# فلوریان هوفمایستر
فلوریان هوفمایستر (انگلیسی: Florian Hoffmeister؛ زادهٔ ۱۹۷۰) فیلم‌بردار و کارگردان فیلم اهل آلمان است.
از فیلم‌ها یا مجموعه‌های تلویزیونی که وی در آن‌ها نقش داشته‌است، می‌توان به دریای آبی عمیق، مخفیانه، موردکای، شوری خاموش، جانی اینگلیش دوباره حمله می‌کند، اسرار رسمی، شاخ‌ها، خانه صدام، آرزوهای بزرگ، پلی‌هاوس تقدیم می‌کند و ترس اشاره نمود.